# Recoleta Mall
Recoleta Urban Mall, anteriormente denominado Recoleta Mall, es el centro comercial más reciente en la ciudad de Buenos Aires, Argentina. Inaugurado en 2011, su construcción demandó una inversión de 100 millones de dólares, se trata de una remodelación del conocido edificio del Village Recoleta (inaugurado en 1999), uno de los complejos de salas cinematográficas de la cadena mexicana Cinépolis, y está ubicado en el corazón de barrio de Recoleta.

## Ubicación
El complejo se encuentra ubicado en la turística zona que se encuentra entre las calles de Junín, Uriburu, la Avenida Las Heras y el Cementerio de la Recoleta (al otro lado de la calle Vicente López que comparte con el cementerio).
La zona se caracteriza por ser un sitio de interés histórico y cultural, ya que en la zona podemos encontrar museos, centros culturales, plazas, ferias, bares y restaurantes, y su cementerio (panteón de la patria).

## Historia
El complejo de cines fue inaugurado en el año 1999, diseñado por los arquitectos Bodas-Miani-Anger con un decoración llamativa y colorida que lo caracterizaba. El complejo de cines se caracterizó desde un primer momento por contar con salas de cines, varios restaurantes, negocios de libros, música y locales de juegos, que se disponían sobre la calle Vicente López, contando con una amplia vereda donde se instalaban mesas y artistas callejeros.
En 2007, el Village Recoleta fue vendido, mientras se anunciaba su remodelación total para transformarlo en un centro comercial de alta categoría. A lo largo de 2009, sus locales fueron cerrando por etapas. Durante las obras, uno de los inversores frenó los fondos, quedando la construcción paralizada durante unos meses. Sin embargo, luego de reordenar su situación, se retomó la obra y el Recoleta Mall fue inaugurado el 27 de septiembre de 2011.
Mientras se conservó la estructura a grandes rasgos, y diez salas de cine del Village, el estudio de Bodas-Miani-Anger fue nuevamente contratado para diseñar la reforma. La fachada vidriada con paños verdes dio paso a un muro ciego sin ventanas con un amplio cartel anunciando el nombre del centro comercial, y se agregaron dos vistosos pórticos de entrada en las esquinas del edificios, llamativas estructuras de hierro y vidrio de donde asoman escaleras mecánicas hacia el nivel superior.
El Recoleta Urban Mall cuenta con 75 locales comerciales y espacio para el estacionamiento de 450 vehículos. La sociedad que lo controla está integrada en un 90% por CarVal (ligada a Cargill) y en un 10% por Southern Screens Entertainment, que era dueña del Village Recoleta. Village Cines ahora es Cinépolis.

## Servicios
El complejo cuenta con los servicio de: Patio de comidas, salas de cine y sanitarios.